# Cetonana lineolata
Cetonana lineolata là một loài nhện trong họ Trachelidae.
Loài này thuộc chi Cetonana. Cetonana lineolata được Cândido Firmino de Mello-Leitão miêu tả năm 1941.